# 2010年香港精神健康調查
2010年香港精神健康調查，是香港食物及衞生局資助的一個居民精神健康調查計畫。

## 背景
香港特別行政區食物及衞生局為了解香港市民對精神健康方面的需要而資助此研究計劃，於2010年至 2013年為全港約五千七百戶，年齡介乎十六歲至七十五歲之華裔市民進行精神健康評估。此研究由香港大學精神醫學系、香港中文大學精神科學系、醫院管理局精神健康服務單位協辦，目的是為了搜集有關精神健康方面資料，對香港市民的精神健康狀況有更深入的了解，從而計劃未來的精神健康服務發展。

## 相關連結

### 中文報章報導
- am730 （23/6/2011） 調查發現八成五人受困擾 失眠或抑鬱症先兆（页面存档备份，存于）
- 星島日報 （23/6/2011） 15%港人有睡眠問題 社交工作能力低 自殺傾向較高（页面存档备份，存于）
- 經濟日報 （23/6/2011） 運動曬太陽看電視 有助入睡[永久]
- 明報 （15/06/2011) 壓力纏身 尋源莫忍
- 成報 (04/05/2011) 心情解碼：港人精神健康淺談[]
- 文匯報 （11/12/2010） 港人情緒受困 10%有自殘傾向
- 星島日報 (12/05/2010) 醫 局 推 五 年 精 神 健 康 服 務（页面存档备份，存于）

#### 英文報章報導
- The Standard （23/6/2011） Lack of sleep takes mental toll[]
- China Daily Hong Kong Edition （23/6/2011）Sleep disorders on the rise：psychiatrists[]

#### 電台訪問
- 香港電台第五台： 笑容從家開始－精神健康（4/09/2010）（页面存档备份，存于）